# Shoreditch High Street (Metropolitano de Londres)
Shoreditch High Street será uma estação de metrô da cidade de Londres, sendo aberta provavelmente no ano de 2010. A Estação de Shoreditch Shoreditch (antigo nome da estação) foi fechada permanentemente em 2006, passando por uma reforma e acabou com uma das linhas do metrô.